# Белелуйка
Белелуйка (укр. Белелуйка, другое название — Белелуя) — река на Украине, в пределах Коломыйского района Ивано-Франковской области. Левый приток Прута (бассейн Дуная). В верхнем течении река имеет ещё одно название — Окно.

## Описание
Длина реки 30 км, площадь водосборного бассейна — 253 км². Долина V-образная, шириной от 0,4 до 2 км, в верхнем течении местами заболоченная. Русло извилистое, шириной от 2 до 12 м, есть острова. Уклон реки 1,8 м/км.

## Русло
Истоки расположены на северо-западной окраине села Окно. Река течёт сначала на юго-восток, затем на юг. Впадает в Прут на южной окраине села Устье.

## Притоки
Наибольший приток — Тополевка (правый).

## Населённые пункты
Населённые пункты, расположенные на реке, — Окно, Топоровцы, Красноставцы, Белелуя, Устье.